# Elisabeth Markstein (Sängerin)
Elisabeth Markstein (* 27. Oktober 1977 in Zwickau/Sachsen) ist eine deutsche Sängerin, Schauspielerin, Musicaldarstellerin und Gesangslehrerin.

## Leben
Elisabeth Markstein wuchs in Hartenstein (Sachsen) in einem von Musik geprägten Umfeld auf. Nach dem Abitur studierte sie von 1997 bis 2002 an der Hochschule für Musik in Dresden Gesang in den Fachbereichen Jazz, Rock und Pop sowie Musical an der Stella Academy in Hamburg. Seither war sie an zahlreichen deutschen Theatern in Haupt- und Nebenrollen zu sehen, z. B. Staatstheater Kassel, Nationaltheater Mannheim, Landestheater Eisenach, Städtische Theater Chemnitz, Staatsoperette Dresden, Winterstein-Theater Annaberg-Buchholz, Burgfestspiele Bad-Vilbel, und tourte mit Musicalproduktionen und Bands durch Deutschland, Österreich und die Schweiz.
2001 wurde Markstein vom MDR in der TV-Sendung Glaubwürdig porträtiert. Von 2006 bis 2007 stand sie mit dem Programm „Human-Voices“-Die Nacht der Stimmen im Tipi am Kanzleramt unter Regie von Pepe Danquart auf der Bühne. Ebenfalls in Berlin sang sie als Qi-Singer in der Reveu „Qi, eine Palast-Phantasie“ von 2008 bis 2010 am Friedrichstadtpalast Berlin.
2010 war Markstein mit ihrem Jazz-Trio einer der Top-Acts beim internationalen Musik- und Theaterfestival KulturPur. Von 2011 bis 2013 trat sie als Gesangssolistin in dem Palazzo-Spiegelpalästen Berlin und Stuttgart auf. Gemeinsam mit Cornelia Drese und Sonja Schauer bildet sie seit 2013 das Damen-Trio „Swingbell's“ und spielt Swing im Stil der 1930er und 1940er Jahre in wechselnden Programmen und Formaten.
2015 wirkte Markstein beim ersten Stadionkonzert des Dresdner Kreuzchores im Dresdner Dynamo-Stadion als Solistin mit. In der Spielzeit 2022/23 stand sie im Solostück von Dan Goggin „Schwester Robert Annes Musical-Kurs“, einem Spin-off des Musicals „Non(n)sense“, im Eduard-von-Winterstein-Theater auf der Bühne.
2023 bis 2024 war sie als Background-Sängerin Teil der „40th Anniversary - The Symphonic Tour“ der Band Alphaville zusammen mit dem Filmorchester Babelsberg. Seit 2024 ist sie festes Mitglied der Pop-Band.

## Engagements (Auswahl)
- 2002–2004: Jesus Christ Superstar, Soulgirl, Städtische Theater Chemnitz
- 2003: Sekretärinnen, Augus-Theater Neu-Ulm
- 2004: Schixen in the City, Augus-Theater Neu-Ulm
- 2005–2007: What a feeling, Aylin, Theater im Wechselbad Dresden
- 2007: Jesus Christ Superstar, Soulgirl, Burgfestspiele Bad Vilbel
- 2007–2008: Jesus Christ Superstar, Maria-Magdalena, Eduard-von-Winterstein-Theater
- 2008–2009: Hair, Tribe, Staatstheater Kassel
- 2008: Jesus Christ Superstar, Soulgirl, Staatstheater Kassel
- 2009–2011: Hair, Tribe, Nationaltheater Mannheim
- 2010: My Fair Lady, Burgfestspiele Bad Vilbel
- 2014–2016: Der kleine Horrorladen, Crystel, Staatsoperette Dresden
- 2014–2019: Elfenfeuer, Gavida, Eduard von Winterstein-Theater Annaberg-Buchholz
- 2015–2016: Hello Dolly, Dolly, Eduard von Winterstein-Theater Annaberg-Buchholz
- 2015–2017: Catch me, if you can, Paula Abagnale, Staatsoperette Dresden
- 2015–2018: Chess, Pop-Chor, Städtische Theater Chemnitz
- 2017–2018: Wie im Himmel, Gabriela, Eduard von Winterstein-Theater Annaberg-Buchholz
- 2018–2019: Heißer Sommer, Brit, Eduard von Winterstein-Theater Annaberg-Buchholz
- 2019: Grimm, Gisela Geiß, Eduard von Winterstein-Theater Annaberg-Buchholz
- 2020–2021: Jukebox, Eduard-von-Winterstein-Theater
- 2020–2021, 2023: The Addams Family, Alice Beineke, Comödie Dresden
- 2022–2023: Schwester Robert Annes Musical-Kurs, Eduard-von-Winterstein-Theater
- 2022–2023: Santa Maria, Insel wie aus Träumen geboren, Evelin, Eduard-von-Winterstein-Theater
- 2024: Monty Python's Spamalot, Fee aus dem See, Eduard-von-Winterstein-Theater

## Bandmitgliedschaften als Lead-Sängerin
- Köstritzer Jazzband[14]
- Noble-Noise[15]
- Bluance[16]
- Lightning-Family[17]

## Diskografie
- 2007: Professional Playbacks: Showtunes Vol. 1, Playback-CD, (Mitwirkung), Sound of Music Records[18]
- 2015: Catch me if you can - Das Musical, Live-Aufnahme aus der Staatsoperette Dresden[19]
- 2019: SwingBell's What you don‘t know about ...[8]
- 2022: SwingBell's All I Want For Christmas[8]
- 2023: Eternally Yours: A Night At The Philharmonia, Alphaville und das Filmorchester Babelsberg, Live-Aufnahme aus der Berliner Philharmonie[20]
- 2024: The?Truth, Shelena, Seven Steps to the Green Door[21]